# 鲍德斯通集团
鲍德斯通集团（英语：Baulderstone），前称鲍德斯通·霍尼布鲁克集团（英语：Baulderstone Hornibrook），是一家澳大利亚建筑公司。

## 历史

### 霍尼布鲁克集团
1926 年， 曼纽尔·霍尼布鲁克（Manuel Hornibrook）以自己的名字在布里斯班创立了一家建筑公司。其营建的著名的项目包括故事桥和威廉乔利桥（William Jolly Bridge）。 1970年代，霍尼布鲁克集团承包了悉尼歌剧院的建设工作。  

### 鲍德斯通集团
1946 年，伯特·鲍德斯通（Bert Baulderstone）在南澳大利亚州创立了另一家建筑公司。 1984 年， 埃法日集团成为鲍德斯通集团的主要股东。  

### 合并为鲍德斯通·霍尼布鲁克集团
1985 年，霍尼布鲁克集团和鲍德斯通集团决定合并。新集团定名为鲍德斯通·霍尼布鲁克集团。同一时期，其业务扩展至亚洲。 1993 年，它被比利芬格集团（Bilfinger Berger）收购。   2008 年 10 月，集团更名为鲍德斯通集团。  2010 年 12 月，它被包含在比利封格出售给联实集团的交易中。 2013年，作为联实集团建筑业务部门重组的一部分，该品牌被其母公司注销。  

## 集团承建过的重要项目
鲍德斯通集团承建过的主要项目包括：
- 威廉乔立桥, 1932年竣工[7]
- 故事桥，1940年竣工[8]
- 悉尼歌剧院, 1973年竣工[9]
- 艾默生立交桥（英语：Emerson Crossing），1983年竣工[10]
- 阿德莱德会议中心（英语：Adelaide Convention Centre），1987年竣工[11]
- 阿德莱德西太平洋银行大厦（英语：Westpac House），1988年竣工[12]
- 安薩橋，1995年竣工[13]
- 博尔特桥（英语：Bolte Bridge），1999年竣工[14]
- 美顺大桥, 越南，2000年竣工[15]
- 港區體育館，2000年竣工[16]
- 格拉翰·法默尔高速（英语：Graham Farmer Freeway），2000年竣工[17]
- 墨爾本博物館，2000年竣工[18]
- 悉尼M5高速（英语：M5 Motorway (Sydney)），2001年竣工[19]
- 圣诞岛拘留中心（英语：Christmas Island Detention Centre），2003年竣工[20]
- 悉尼穿城隧道（英语：Cross City Tunnel），2005年竣工[21]
- 墨尔本皇家妇科医院，2008年竣工[22]
- 普美大桥（英语：Phú Mỹ Bridge）, 越南，2009年竣工[23]
- 库利帕大桥（英语：Kurilpa Bridge），2009年竣工[24]
- 克莱姆·约翰逊隧道（英语：Clem Jones Tunnel），2010年竣工[25]
- 南昆士兰改造中心（英语：Southern Queensland Correctional Centre），2012年竣工[26]